# Ханибал Мономах
Ханибал Мономах (на латински: Hannibal Monomachus) е картагенец, приятел и офицер на Ханибал. По времето на Втората пуническа война той е в Испания с Магон Барка, когато той тръгва към Италия. Историята за Ханнибал Мономах е описана в IX книга на Полибий Histories.